# 1592 Матьє
1592 Матьє (1592 Mathieu) — астероїд головного поясу, відкритий 1 червня 1951 року.
Тіссеранів параметр щодо Юпітера — 3,232.